# Susan Powell
Susan Gay Powell (* 12. Juli 1947 in Pitt County, North Carolina) ist eine US-amerikanische Schauspielerin.

## Leben
Powell ist bekannt für ihre Rolle als Aufseherin Grayson in der Seifenoper Dangerous Women (1991–1992), in der es um eine Gruppe von Frauen in einem Gefängnis geht. Zu den weiteren Fernsehserien, in denen sie Auftritte hatte, gehören The Law (1975), Der Sechs-Millionen-Dollar-Mann (1974, 1976), Quincy (1978, 1981), T.J. Hooker (1984–1985) und Zeit der Sehnsucht (1993). Ebenfalls war sie in den drei Fernsehfilmen Twirl (1981), Nacht der Vergeltung (1985) und Schlagzeile – Rufmord (1986) zu sehen. Seit 1996 trat sie nicht mehr als Schauspielerin in Erscheinung.

## Filmografie
- 1974, 1976: Der Sechs-Millionen-Dollar-Mann (The Six Million Dollar Man, Fernsehserie, 2 Folgen)
- 1975: The Law (Miniserie, 3 Folgen)
- 1975: Notruf California (Emergency!, Fernsehserie, eine Folge)
- 1978, 1981: Quincy (Quincy, M. E., Fernsehserie, 2 Folgen)
- 1979: B.J. und der Bär (B.J. and the Bear, Fernsehserie, eine Folge)
- 1981: Sheriff Lobo (The Misadventures of Sheriff Lobo, Fernsehserie, eine Folge)
- 1981: Twirl (Fernsehfilm)
- 1984–1985: T.J. Hooker (Fernsehserie, 2 Folgen)
- 1985: Otherworld (Miniserie, eine Folge)
- 1985: George Burns Comedy Week (Fernsehserie, eine Folge)
- 1985: Airwolf (Fernsehserie, eine Folge)
- 1985: Nacht der Vergeltung (Streets of Justice, Fernsehfilm)
- 1986: Schlagzeile – Rufmord (News at Eleven, Fernsehfilm)
- 1989: Raumschiff Enterprise – Das nächste Jahrhundert (Star Trek: The Next Generation, Folge 3x05 Mutterliebe)
- 1989: The New Lassie (Fernsehserie, eine Folge)
- 1991: Equal Justice (Fernsehserie, eine Folge)
- 1991–1992: Dangerous Women (Fernsehserie)
- 1993: Zeit der Sehnsucht (Days of Our Lives, Fernsehserie)
- 1996: Ellen (Fernsehserie, eine Folge)